# محاكاة صوتية

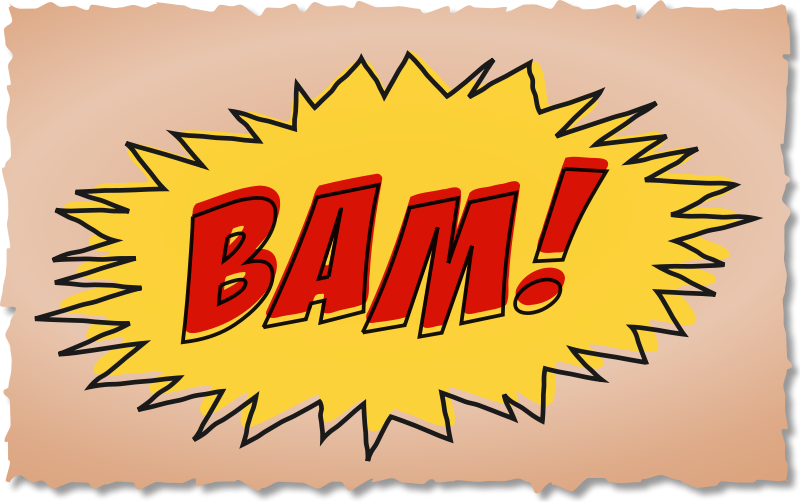
مثال على محاكاة صوتية لصوت الضرب

المحاكاة الصوتية أو اسم الصوت أو حكاية الصوت (من حكى الشيء أي أتى بمثله وحكي القول أي نقله)، هي مشابهة بين الصوت الناتج عن لفظ بعض الكلمات والأصوات المسموعة في الطبيعة، مثل الضوضاء أو أصوات الحيوانات، أي أن صوت كلمة ما مأخوذ من صوت حقيقي لحدث طبيعي.

## أمثلة
وأمثلة ذلك كثيرة، منها
- أصوات الهواء والرياح:حفيف الريح بين أوراق الشجر.
- أصوات الماء: خرير المياه.
- أصوات الحيوان: صهيل الخيل ونقيق الضفادع، نعيق الغراب
- أصوات تحريك المعادن والمواد الأخرى: صليل السيوف.صرير الباب.

وغيرها كثير